# Wahlkreis Livorno – Collesalvetti
Der Wahlkreis Livorno – Collesalvetti war von 1993 bis 2005 ein Wahlkreis (italienisch collegio elettorale) für die Wahl der Abgeordnetenkammer.

## Wahlkreisgebiet
| Wahlkreise – Camera dei deputati – Toskana | Wahlkreise – Camera dei deputati – Toskana | Wahlkreise – Camera dei deputati – Toskana |
| Provinz                                    | Provinz                                    | Gemeinden nach Provinzen ⮞ Wahlkreis |
| ------------------------------------------ | ------------------------------------------ | --- |
|                                            | Provinz Arezzo (39 Gemeinden)              | 11 ⮞ Wahlkreis Arezzo 21 ⮞ Wahlkreis Montevarchi 7 ⮞ Wahlkreis Cortona |
|                                            | Provinz Florenz (44 Gemeinden)             | Teil von Florenz ⮞ Wahlkreis Florenz 1 Teil von Florenz ⮞ Wahlkreis Florenz 2 Teil von Florenz ⮞ Wahlkreis Florenz 3 14 + Teil von Florenz ⮞ Wahlkreis Florenz – Pontassieve 10 ⮞ Wahlkreis Bagno a Ripoli 8 ⮞ Wahlkreis Empoli 6 ⮞ Wahlkreis Scandicci 5 ⮞ Wahlkreis Sesto Fiorentino |
|                                            | Provinz Grosseto (28 Gemeinden)            | 10 ⮞ Wahlkreis Grosseto 17 ⮞ Wahlkreis Massa Marittima 1 ⮞ Wahlkreis Piombino |
|                                            | Provinz Livorno (20 Gemeinden)             | 1 + Teil von Livorno ⮞ Wahlkreis Livorno – Collesalvetti 2 + Teil von Livorno ⮞ Wahlkreis Livorno – Rosignano Marittimo 16 ⮞ Wahlkreis Piombino |
|                                            | Provinz Lucca (35 Gemeinden)               | 3 ⮞ Wahlkreis Lucca 26 ⮞ Wahlkreis Capannori 4 ⮞ Wahlkreis Viareggio 2 ⮞ Wahlkreis Massa |
|                                            | Provinz Massa-Carrara (17 Gemeinden)       | 2 ⮞ Wahlkreis Massa 15 ⮞ Wahlkreis Carrara |
|                                            | Provinz Pisa (39 Gemeinden)                | 3 ⮞ Wahlkreis Pisa 10 ⮞ Wahlkreis Cascina 25 ⮞ Wahlkreis Pontedera 1 ⮞ Wahlkreis Viareggio |
|                                            | Provinz Pistoia (22 Gemeinden)             | 8 ⮞ Wahlkreis Pistoia 12 ⮞ Wahlkreis Montecatini Terme 2 ⮞ Wahlkreis Prato – Montemurlo |
|                                            | Provinz Prato (7 Gemeinden)                | 2 + Teil von Prato ⮞ Wahlkreis Prato – Carmignano 4 + Teil von Prato ⮞ Wahlkreis Prato – Montemurlo |
|                                            | Provinz Siena (36 Gemeinden)               | 11 ⮞ Wahlkreis Siena 11 ⮞ Wahlkreis Cortona 14 ⮞ Wahlkreis Massa Marittima |

Der Wahlkreis umfasste den nördlichen Teil der Gemeinde Livorno, und zwar 3 Stadtbezirken (Circoscrizione 1, Circoscrizione 2 und Circoscrizione 3), sowie die Gemeinde Collesalvetti.

## Wahlergebnisse

### Parlamentswahl 1994

#### Direktstimmen
| Kandidaten               | Kandidaten             | Parteien                                 | Stimmen | %    |
| ------------------------ | ---------------------- | ---------------------------------------- | ------- | ---- |
|                          | Roberto Pagginigewählt | Progressisti                             | 48.964  | 59,7 |
|                          | Bruno Crocchi          | Polo delle Libertà (FI – LN – CCD – UdC) | 15.197  | 18,5 |
|                          | Fabio Squarcini        | Alleanza Nazionale                       | 9.441   | 11,5 |
|                          | Attilio Favilla        | Patto per l’Italia                       | 8.417   | 10,3 |
| Gesamt                   | Gesamt                 | Gesamt                                   | 82.019  | 100  |
|                          |                        |                                          |         |      |
| Ungültige Stimmen        | Ungültige Stimmen      | Ungültige Stimmen                        | 4.749   | 5,5  |
| Wähler                   | Wähler                 | Wähler                                   | 86.768  | 89,7 |
| Wahlberechtigte          | Wahlberechtigte        | Wahlberechtigte                          | 96.718  |      |
|                          |                        |                                          |         |      |
| Quelle: Innenministerium |                        |                                          |         |      |

#### Listenstimmen
| Parteien                             | Parteien                        | Parteien                           | Stimmen | %    |
| ------------------------------------ | ------------------------------- | ---------------------------------- | ------- | ---- |
|                                      | Progressisti                    | Partito Democratico della Sinistra | 33.281  | 39,8 |
| Partito della Rifondazione Comunista | Progressisti                    | 9.391                              | 11,2    |      |
| Federazione dei Verdi                | Progressisti                    | 2.861                              | 3,4     |      |
| Partito Socialista Italiano          | Progressisti                    | 1.550                              | 1,9     |      |
| Alleanza Democratica                 | Progressisti                    | 1.355                              | 1,6     |      |
| La Rete                              | Progressisti                    | 1.215                              | 1,5     |      |
| ↳ Gesamt                             | Progressisti                    | 49.653                             | 59,4    |      |
|                                      | Polo delle Libertà              | Forza Italia                       | 11.724  | 14,0 |
| Lega Nord                            | Polo delle Libertà              | 1.217                              | 1,5     |      |
| ↳ Gesamt                             | Polo delle Libertà              | 12.941                             | 15,5    |      |
|                                      | Alleanza Nazionale              | Alleanza Nazionale                 | 9.036   | 10,8 |
|                                      | Patto per l’Italia              | Partito Popolare Italiano          | 4.541   | 5,4  |
| Patto Segni                          | Patto per l’Italia              | 4.127                              | 4,9     |      |
| ↳ Gesamt                             | Patto per l’Italia              | 8.668                              | 10,4    |      |
|                                      | Lista Marco Pannella            | Lista Marco Pannella               | 2.876   | 3,4  |
|                                      | Socialdemocrazia per le Libertà | Socialdemocrazia per le Libertà    | 346     | 0,4  |
|                                      | Insieme per lo Sviluppo         | Insieme per lo Sviluppo            | 106     | 0,1  |
| Gesamt                               | Gesamt                          | Gesamt                             | 83.626  | 100  |
|                                      |                                 |                                    |         |      |
| Ungültige Stimmen                    | Ungültige Stimmen               | Ungültige Stimmen                  | 3.145   | 3,6  |
| Wähler                               | Wähler                          | Wähler                             | 86.771  | 89,7 |
| Wahlberechtigte                      | Wahlberechtigte                 | Wahlberechtigte                    | 96.718  |      |
|                                      |                                 |                                    |         |      |
| Quelle: Innenministerium             |                                 |                                    |         |      |

### Parlamentswahl 1996

#### Direktstimmen
| Kandidaten               | Kandidaten          | Parteien            | Stimmen | %    |
| ------------------------ | ------------------- | ------------------- | ------- | ---- |
|                          | Marco Susinigewählt | L’Ulivo             | 51.725  | 65,6 |
|                          | Riccardo Zanotti    | Polo per le Libertà | 25.332  | 32,1 |
|                          | Giuseppe Mele       | Lega Nord           | 1.762   | 2,2  |
| Gesamt                   | Gesamt              | Gesamt              | 78.819  | 100  |
|                          |                     |                     |         |      |
| Ungültige Stimmen        | Ungültige Stimmen   | Ungültige Stimmen   | 5.251   | 6,2  |
| Wähler                   | Wähler              | Wähler              | 84.070  | 87,4 |
| Wahlberechtigte          | Wahlberechtigte     | Wahlberechtigte     | 96.191  |      |
|                          |                     |                     |         |      |
| Quelle: Innenministerium |                     |                     |         |      |

#### Listenstimmen
| Parteien                                          | Parteien                             | Parteien                             | Stimmen | %    |
| ------------------------------------------------- | ------------------------------------ | ------------------------------------ | ------- | ---- |
|                                                   | L’Ulivo                              | Partito Democratico della Sinistra   | 31.434  | 39,0 |
| Popolari per Prodi (PPI – SVP – PRI – UD – Prodi) | L’Ulivo                              | 4.164                                | 5,2     |      |
| Rinnovamento Italiano                             | L’Ulivo                              | 2.866                                | 3,6     |      |
| Federazione dei Verdi                             | L’Ulivo                              | 2.200                                | 2,7     |      |
| ↳ Gesamt                                          | L’Ulivo                              | 40.664                               | 50,5    |      |
|                                                   | Polo per le Libertà                  | Alleanza Nazionale                   | 11.178  | 13,9 |
| Forza Italia                                      | Polo per le Libertà                  | 10.560                               | 13,1    |      |
| CCD – CDU                                         | Polo per le Libertà                  | 2.345                                | 2,9     |      |
| ↳ Gesamt                                          | Polo per le Libertà                  | 24.083                               | 29,9    |      |
|                                                   | Partito della Rifondazione Comunista | Partito della Rifondazione Comunista | 11.863  | 14,7 |
|                                                   | Lista Pannella – Sgarbi              | Lista Pannella – Sgarbi              | 1.558   | 1,9  |
|                                                   | Lega Nord                            | Lega Nord                            | 979     | 1,2  |
|                                                   | Partito Socialista                   | Partito Socialista                   | 484     | 0,6  |
|                                                   | Fiamma Tricolore                     | Fiamma Tricolore                     | 460     | 0,6  |
|                                                   | Mani Pulite                          | Mani Pulite                          | 218     | 0,3  |
|                                                   | Movimento Autonomista Toscano        | Movimento Autonomista Toscano        | 185     | 0,2  |
|                                                   | Partito Umanista                     | Partito Umanista                     | 44      | 0,1  |
| Gesamt                                            | Gesamt                               | Gesamt                               | 80.538  | 100  |
|                                                   |                                      |                                      |         |      |
| Ungültige Stimmen                                 | Ungültige Stimmen                    | Ungültige Stimmen                    | 3.542   | 4,2  |
| Wähler                                            | Wähler                               | Wähler                               | 84.080  | 87,4 |
| Wahlberechtigte                                   | Wahlberechtigte                      | Wahlberechtigte                      | 96.191  |      |
|                                                   |                                      |                                      |         |      |
| Quelle: Innenministerium                          |                                      |                                      |         |      |

### Parlamentswahl 2001

#### Direktstimmen
| Kandidaten               | Kandidaten           | Parteien           | Stimmen | %    |
| ------------------------ | -------------------- | ------------------ | ------- | ---- |
|                          | Marco Susinigewählt  | L’Ulivo            | 48.758  | 63,6 |
|                          | Ugo Vincenzini       | Casa delle Libertà | 22.591  | 29,5 |
|                          | Alessandro Arrabito  | Lista Di Pietro    | 2.146   | 2,8  |
|                          | Gianfranco Dell’Alba | Lista Emma Bonino  | 1.846   | 2,4  |
|                          | Dario Vukich         | Democrazia Europea | 1.337   | 1,7  |
| Gesamt                   | Gesamt               | Gesamt             | 76.678  | 100  |
|                          |                      |                    |         |      |
| Ungültige Stimmen        | Ungültige Stimmen    | Ungültige Stimmen  | 3.691   | 4,6  |
| Wähler                   | Wähler               | Wähler             | 80.369  | 84,5 |
| Wahlberechtigte          | Wahlberechtigte      | Wahlberechtigte    | 95.126  |      |
|                          |                      |                    |         |      |
| Quelle: Innenministerium |                      |                    |         |      |

#### Listenstimmen
| Parteien                               | Parteien                             | Parteien                             | Stimmen | %    |
| -------------------------------------- | ------------------------------------ | ------------------------------------ | ------- | ---- |
|                                        | L’Ulivo                              | Democratici di Sinistra              | 29.249  | 37,6 |
| La Margherita (Dem – PPI – RI – Udeur) | L’Ulivo                              | 9.335                                | 12,0    |      |
| Il Girasole (FdV – SDI)                | L’Ulivo                              | 1.955                                | 2,5     |      |
| Partito dei Comunisti Italiani         | L’Ulivo                              | 1.663                                | 2,1     |      |
| ↳ Gesamt                               | L’Ulivo                              | 42.202                               | 54,3    |      |
|                                        | Casa delle Libertà                   | Forza Italia                         | 13.589  | 17,5 |
| Alleanza Nazionale                     | Casa delle Libertà                   | 8.460                                | 10,9    |      |
| CCD – CDU                              | Casa delle Libertà                   | 969                                  | 1,2     |      |
| Nuovo PSI                              | Casa delle Libertà                   | 403                                  | 0,5     |      |
| Lega Nord                              | Casa delle Libertà                   | 280                                  | 0,4     |      |
| ↳ Gesamt                               | Casa delle Libertà                   | 23.701                               | 30,5    |      |
|                                        | Partito della Rifondazione Comunista | Partito della Rifondazione Comunista | 7.602   | 9,8  |
|                                        | Lista Di Pietro                      | Lista Di Pietro                      | 2.020   | 2,6  |
|                                        | Lista Emma Bonino                    | Lista Emma Bonino                    | 1.438   | 1,8  |
|                                        | Democrazia Europea                   | Democrazia Europea                   | 660     | 0,8  |
|                                        | Comunismo                            | Comunismo                            | 118     | 0,2  |
|                                        | Abolizione Scorporo                  | Abolizione Scorporo                  | 22      | 0,0  |
| Gesamt                                 | Gesamt                               | Gesamt                               | 77.763  | 100  |
|                                        |                                      |                                      |         |      |
| Ungültige Stimmen                      | Ungültige Stimmen                    | Ungültige Stimmen                    | 2.627   | 3,3  |
| Wähler                                 | Wähler                               | Wähler                               | 80.390  | 84,5 |
| Wahlberechtigte                        | Wahlberechtigte                      | Wahlberechtigte                      | 95.126  |      |
|                                        |                                      |                                      |         |      |
| Quelle: Innenministerium               |                                      |                                      |         |      |